# Psychédélices
Psychédélices är det tredje studioalbumet från den franska sångerskan Alizée. Det släpptes den 3 december 2007. Albumet sålde 200 000 kopior i världen under det första halvåret. Två stycken singlar släpptes från albumet. Dessa var "Mademoiselle Juliette" och "Fifty-Sixty". Ytterligare två låtar släpptes som promosinglar. Den första var "Lilly Town" som först var planerad att släppas som en singel. Istället skickades den till radio stationer i Mexiko. Den andra var "La Isla Bonita", en cover på Madonnas singel med samma namn. Den fanns med på Psychédélices - Mexican Tour Edition, en CD + DVD version av albumet som släpptes efter den konsertturné som Alizée genomförde i Mexiko i juni 2008. Den nya versionen innehöll även remixer på albumets två singlar samt deras musikvideor.

## Låtlista
1. Mademoiselle Juliette - 3:00
2. Fifty-Sixty - 3:43
3. Mon taxi driver - 3:09
4. Jamais plus - 3:26
5. Psychédélices - 4:35
6. Décollage - 3:50
7. Par les paupières - 4:27
8. Lilly Town - 3:55
9. Lonely List - 3:53
10. Idéaliser - 3:58
11. L'effet - 3:44

## Listplaceringar
| Lista (2007-2008) | Topplacering |
| ----------------- | ------------ |
| Belgien           | 50           |
| Frankrike         | 16           |
| Mexiko            | 15           |
| Schweiz           | 99           |